# Geysārān
Geysārān (persiska: گیساران) är en ort i Iran.   Den ligger i provinsen Chahar Mahal och Bakhtiari, i den centrala delen av landet, 500 km söder om huvudstaden Teheran. Geysārān ligger 1 528 meter över havet och antalet invånare är 115.
Terrängen runt Geysārān är kuperad österut, men västerut är den bergig. Geysārān ligger nere i en dal. Runt Geysārān är det ganska tätbefolkat, med 75 invånare per kvadratkilometer. Närmaste större samhälle är Māl-e Khalīfeh, 12,8 km nordost om Geysārān. Omgivningarna runt Geysārān är i huvudsak ett öppet busklandskap.